# Mendes Pimentel
Mendes Pimentel is een gemeente in de Braziliaanse deelstaat Minas Gerais. De gemeente telt 6.684 inwoners (schatting 2009).

## Aangrenzende gemeenten
De gemeente grenst aan Central de Minas, Divino das Laranjeiras, Itabirinha en São Félix de Minas.